# (1799) Koussevitzky
(1799) Koussevitzky est un astéroïde de la ceinture principale.

## Description
(1799) Koussevitzky est un astéroïde de la ceinture principale, découvert à l'observatoire Goethe Link près de Brooklyn, dans l'Indiana. 
Il est nommé d'après le chef d'orchestre russe Serge Koussevitzky.